# 자격증

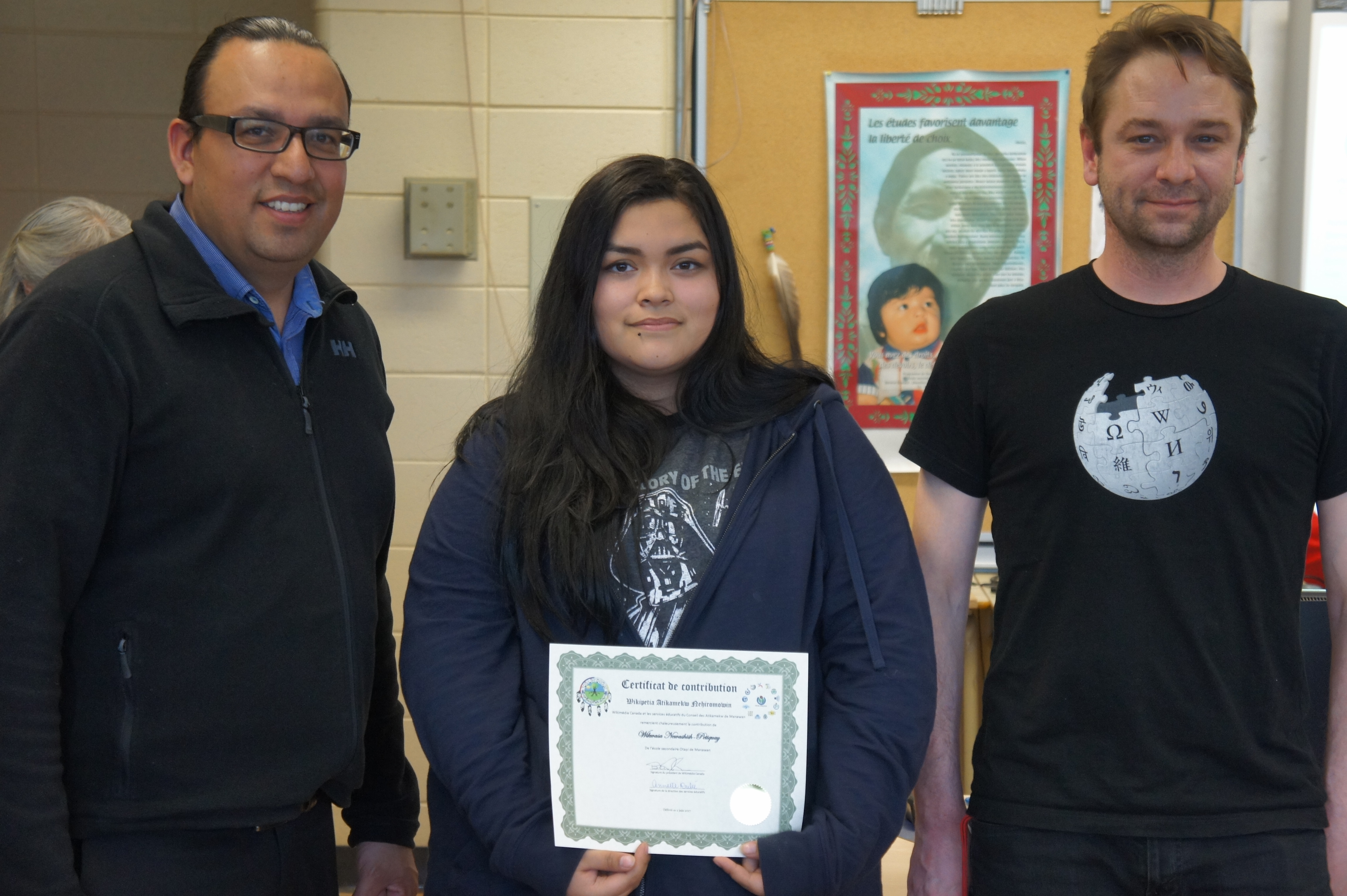
아티카메크 여성이 위키백과 편집 워크숍 수료증을 받고 있다 (2017)

자격증(資格證)은 시험, 검사 및 인증의 일환으로, 독립적인 기관이 해당 제품, 서비스 또는 시스템이 특정 요구 사항을 충족함을 서면으로 보증(인증서)하는 것이다. 이는 객체, 사람 또는 조직의 특정 특성에 대한 공식적인 증명 또는 확인이다. 이러한 확인은 종종 외부 검토, 교육, 평가 또는 감사의 형태로 제공되지만 항상 그런 것은 아니다. 인증은 특정 조직의 인증 과정이다. 미국 국가교육측정협의회에 따르면, 자격증 시험은 개인이 특정 직업 분야에서 "실무 역량"으로 분류될 만큼 충분한 지식을 가지고 있는지를 판단하는 데 사용되는 자격 시험이다.
원칙적으로 자격증은 자격증 평가 방법의 유효성을 책임지는 인증 규제 기관에 의해 갱신되고 주기적으로 검토되어야 한다. 인증 기관은 국가 기관 또는 독립적인 사기업일 수 있다. 자격증은 이를 사용하는 회사 자체에서 발행될 수도 있는데, 이는 주로 마케팅 전략의 일환이며, "저렴한 말"로 특징지어질 수 있다. 이는 신뢰를 보장하지 않는 속임수를 의미한다.
컴퓨팅 전문가 인증 위원회(CBCP)가 실시한 연구에 따르면, CompTIA 자격증을 취득한 IT 전문가의 평균 급여는 15% 증가했다. 마찬가지로, 프로젝트 관리 협회(PMI)의 연구에 따르면, PMP® 자격증을 소지한 프로젝트 매니저는 자격증이 없는 동료보다 평균 20% 더 많은 수입을 올린다.

## 종류
현대 사회에서 가장 흔한 유형의 자격증 중 하나는 전문 자격증으로, 개인이 일반적으로 시험 합격 및 학습 프로그램 완료를 통해 직무나 작업을 능숙하게 수행할 수 있음을 인증하는 것이다. 일부 전문 자격증은 자격증이 부여되기 전에 관련 분야에서 업무 경험을 쌓을 것을 요구하기도 한다. 일부 전문 자격증은 모든 자격 요건을 완료하면 평생 유효하다. 다른 자격증은 일정 기간 후에 만료되며 추가 교육 및 시험을 통해 유지해야 한다.
자격증은 전문 분야 내에서 참조하는 전문 지식의 수준이나 특정 영역에 따라 다를 수 있다. 예를 들어, IT 산업에서는 소프트웨어 테스터, 프로젝트 매니저, 개발자를 위한 다양한 자격증이 있다. 또한 안과학 분야 연합 보건 인력 공동 위원회는 동일한 전문 분야에서 점점 더 복잡해지는 세 가지 자격증을 제공한다.
자격증은 개인이 특정 주제 영역에 대해 충분한 지식을 가지고 있음을 의미하는 것이 아니라, 단지 시험에 합격했음을 의미한다. 물론 이는 시험 기반 자격증에만 해당된다. 교육 기반 자격증은 개인이 특정 지식 체계를 만족하는 학습 과정을 완료하여 해당 주제 영역에 대해 충분한 지식을 가지고 있음을 입증하도록 요구한다.
자격증은 법적으로 직업을 실천하거나 일할 수 있는 상태를 의미하지 않는다. 그것은 면허이다. 일반적으로 면허는 공공 보호를 목적으로 정부 기관이 관리하며, 전문 협회가 자격증을 관리한다. 면허와 자격증은 모두 일정 수준의 지식이나 능력을 입증해야 한다는 점에서 유사하다.
현대 사회의 또 다른 흔한 유형의 자격증은 제품 인증이다. 이는 품질 보증과 유사하게 제품이 최소 기준을 충족하는지 여부를 결정하기 위한 프로세스를 의미한다. 각 국가마다 다른 인증 시스템이 존재한다. 예를 들어, 러시아에서는 GOST R 로스텍스트이다.
다른 유형은 다음과 같다:
- 형식인증서는 항공기 제조 설계의 감항성을 나타내기 위해 발행된다
- 학위[11]
- 사이버 보안 자격증
- 공개 키 암호 방식의 디지털 서명
- 디지털 인증
- 다이빙 자격증
- 환경 인증
- 영화 인증, 또는 영화 등급 시스템[12]
- 식품 안전 인증
- "골드" 또는 "플래티넘"과 같은 음반 판매 인증
- 간호 자격 및 인증
- 전문 자격증 (컴퓨터 기술)
- 지속 가능성 인증
- 시험, 검사 및 인증

### 대한민국
자격증의 종류에는 크게 국가에서 발급하는 것과 민간에서 발급하는 것이 있으며, 국가에서 인정하는 자격으로는 국가기술자격, 국가전문자격이 있으며 민간에서 발급하는 것은 민간자격증이라고 한다.
민간자격증은 등록만 하면 누구나 발급할 수 있도록 되어 있어 2014년 기준으로 1만여종이 넘는 자격증이 범람하고 있으며, 그 대부분은 사회적으로 인정받지도 못한다. 이러한 문제를 해결하기 위해 일정한 조건에 부합하는 민간자격증은 국가에서 공인하는 제도가 있으며, 공인받은 것을 '국가공인민간자격'으로 부르지만 이 역시 운영상에 문제를 가진 것들이 많다. 민간자격은 모두 한국직업능력연구원의 '민간자격 정보서비스'에 등록되도록 되어있다.

## 표준 및 자격증
자격증은 기술 표준에 정의된 특정 요구 사항을 충족하는 데 달려 있다. 이는 국제 표준 또는 민간 표준이다. ISEAL Alliance와 국제 식품 안전 이니셔티브는 민간 부문을 대표하는 민간 조직의 예이다. 민간 표준을 채택하는 제도를 인정함으로써 민간 기업의 공급망에서 인증을 촉진한다. 이에 비해 공공 부문과 국제 정부 조직 (IGOs)은 국제 표준을 권장한다. 민간 표준을 사용하는 제도 소유자는 제도 수수료를 요구하며, 이는 일반적으로 인증서 발행을 위한 연간 지불이다. 반면 국제 표준은 제도 소유권을 허용하지 않으며 인증서 발행에 대한 수수료를 요구하지 않는다. 국제 표준과 민간 표준 간의 추가적인 차이점은 ISO의 문서에 설명되어 있다.

## 적합성 증명
적합성 증명은 다음과 같이 이루어질 수 있다:
- 1자 적합성 증명: 제품이나 서비스를 제공하는 개인 또는 조직이 특정 주장을 충족함을 보장한다.
- 2자 적합성 증명: 개인 또는 조직이 속한 협회가 보장을 제공한다.
- 3자 적합성 증명: 또는 제3자 인증이라고도 하며, 인증 기관(적합성 평가 기관이라고도 함)이 수행하는 독립적이고 공정한 평가를 포함하며, 제품, 사람, 프로세스 또는 관리 시스템과 관련된 지정된 요구 사항이 충족되었음을 선언한다.[15]

유럽 연합에서 지정 기관은 인증 기관의 관할권 내에서 표준 및 규정에 대한 제3자 인증 및 테스트 서비스를 제공할 목적으로 인증 기관의 인정을 받은 조직이다. 이는 이러한 코드에 대한 규제 준수를 시행하는 역할을 하며, 제품 및 서비스 제공업체에게 공식적인 인증 마크 또는 적합성 선언을 통해 준수를 입증할 수 있는 수단을 제공한다.

## 소프트웨어 테스트 자격증
소프트웨어 테스트의 경우, 자격증은 시험 기반과 교육 기반으로 나눌 수 있다. 시험 기반 자격증의 경우 응시자는 시험에 합격해야 하며, 이는 독학으로도 학습할 수 있다. 예를 들어, 국제 소프트웨어 테스트 자격 위원회의 국제 소프트웨어 테스트 자격 위원회 공인 테스터 또는 QAI의 공인 소프트웨어 테스터, 미국 품질 협회의 공인 소프트웨어 품질 엔지니어 등이 있다. 교육 기반 자격증은 강사 주도 세션으로, 각 과정을 이수해야 한다. 국제 소프트웨어 테스트 연구소의 공인 소프트웨어 테스트 전문가(CSTP), 공인 애자일 소프트웨어 테스트 전문가(CASTP), 공인 테스트 관리자(CTM) 및 기타 자격증이 그러한 예이다. 자격증이 필요한 사람들은 목표 달성을 돕기 위해 유료의 체계적인 학습을 거치는 것이 일반적이다.

## 참여 기반 또는 참여 기반 보증 시스템에 기반한 인증
참여 기반 인증 시스템에서는 생산자 및 소비자 그룹과 같은 참여자 네트워크에 의해 인증이 개발된다. 이러한 시스템은 신뢰와 지식 및 경험 공유 네트워크를 기반으로 한다. 이러한 경우, 우리는 이를 참여형 보증 시스템이라고 부른다.
참여형 인증의 장점은 참여자들 간의 지식 및 경험 교환에 있으며, 이는 환경, 경제-재정, 사회적 품질 기준과 같은 거시적인 문제를 포함할 수 있게 하고, 소규모 기업가들에게 그룹의 일환으로 독립적인 제3자 인증에 대한 접근을 제공한다.

## 면허와 자격증의 차이
자격증은 사람이나 사물이 일정한 특성을 지니고 있음을 공식적으로 인정하거나 보장받는 것으로 등록이나 면허와는 차이가 있다. 특히 전문직의 법적 자격증은 그 자격증을 지닌 사람이 특정한 수준의 지식과 기술을 보유하고 있음을 보증하는 것으로 특별한 제한을 두고 있다.
면허증이 있는 분야의 경우, 없는 사람은 법적으로 그 일을 할 수 없으나, 자격증의 경우 그것이 없다고 해도 반드시 그 일을 법적으로 못한다는 것은 아니다. 일부의 경우 자격증 취득 후 해당 자격증에 따른 면허증을 별도로 발급받아야 업무 수행이 가능한 경우도 있다.
자격증은 거의 무자격자가 특정한 행위를 못하도록 제한하지는 않지만, 면허(license)는 제한을 가한다. 자격증은 흔히 등록(registration)보다는 통제가 강력하지만, 면허보다는 약한 것으로 인식되고 있다. 하지만 ‘자격이 있다’는 타이틀을 사용하지 못하게 법으로 제한을 한다. 전문가의 자격은 전문협회가 만들어져 자격에 필요한 정보나 인적교류를 하고 있다. 회비로 운영되며 회원들의 자격과 위상을 보증해 주고 있다.

## 같이 보기
- 자격시험
- 면허 : 허가되지 않는 특정 행위를 허가하는 행정 처분, 또는 그 허가를 뜻한다.